# Đại khủng hoảng Argentina 1998–2002

GDP bình quân đầu người ở Argentina, 1998–2005

Đại khủng hoảng Argentina 1998–2002 là một cuộc khủng hoảng kinh tế ở Argentina, bắt đầu vào quý 3 năm 1998 và kéo dài đến quý 2 năm 2002. Nó tiếp theo sau 15 năm trì trệ và một thời gian ngắn cải cách tự do thị trường. Cuộc khủng hoảng bắt đầu sau cuộc khủng hoảng tài chính ở Nga và Brazil. Nó gây ra tình trạng thất nghiệp lan rộng, bạo loạn, sụp đổ chính phủ, vỡ nợ nước ngoài của quốc gia, gia tăng các loại tiền tệ thay thế và chấm dứt tỷ giá hối đoái cố định giữa Peso Argentina và Đô la Mỹ. Nền kinh tế suy giảm 28% từ năm 1998 đến năm 2002. Về thu nhập, hơn 50% người Argentina sống dưới ngưỡng nghèo chính thức và 25% là người nghèo (nhu cầu cơ bản của họ không được đáp ứng). Bảy trong số mười trẻ em Argentina nghèo sâu sắc của cuộc khủng hoảng năm 2002.
Đến nửa đầu năm 2003, tốc độ tăng trưởng kinh tế dương trở lại, khiến các nhà kinh tế và giới truyền thông kinh doanh ngạc nhiên, và nền kinh tế tăng trưởng trung bình 9% trong 5 năm. GDP của Argentina đã vượt quá mức trước khủng hoảng vào năm 2005, và quá trình tái cơ cấu nợ Argentina trong năm đó đã khiến việc tiếp tục thanh toán hầu hết các trái phiếu không trả được nợ. Đợt tái cơ cấu nợ lần thứ hai vào năm 2010 đã đưa tỷ lệ trái phiếu không bị vỡ nợ lên 93%, mặc dù các vụ kiện do các quỹ kền kền dẫn đầu vẫn đang tiếp diễn. Các trái chủ tham gia tái cơ cấu đã được thanh toán đúng hạn và nhận thấy giá trị trái phiếu của mình tăng lên. Argentina đã hoàn trả đầy đủ các khoản vay Quỹ Tiền tệ Quốc tế vào năm 2006, nhưng lại xảy ra tranh chấp kéo dài với 7% số người nắm giữ số trái phiếu còn lại. Tháng 4 năm 2016, Argentina thoát khỏi tình trạng vỡ nợ khi chính phủ mới quyết định trả nợ cho đất nước, trả toàn bộ số tiền cho các quỹ kền kền/phòng hộ.